# Jetta
Jetta (chinois : 捷达 ; pinyin : Jiédá) est une marque automobile chinoise créée par Volkswagen Group avec son partenaire en coentreprise FAW Group en 2019. La version chinoise de la Volkswagen Jetta est une voiture populaire en Chine, et le modèle constitue la base de la nouvelle société, avec deux modèles de SUV de prévus.
Les voitures Jetta seront construites à Chengdu dans une usine commune FAW Volkswagen.

## Modèles
La gamme comprendra la berline VA3, le SUV compact VS5 et le SUV VS7. Les voitures ont été conçues et développées par Volkswagen en Allemagne.

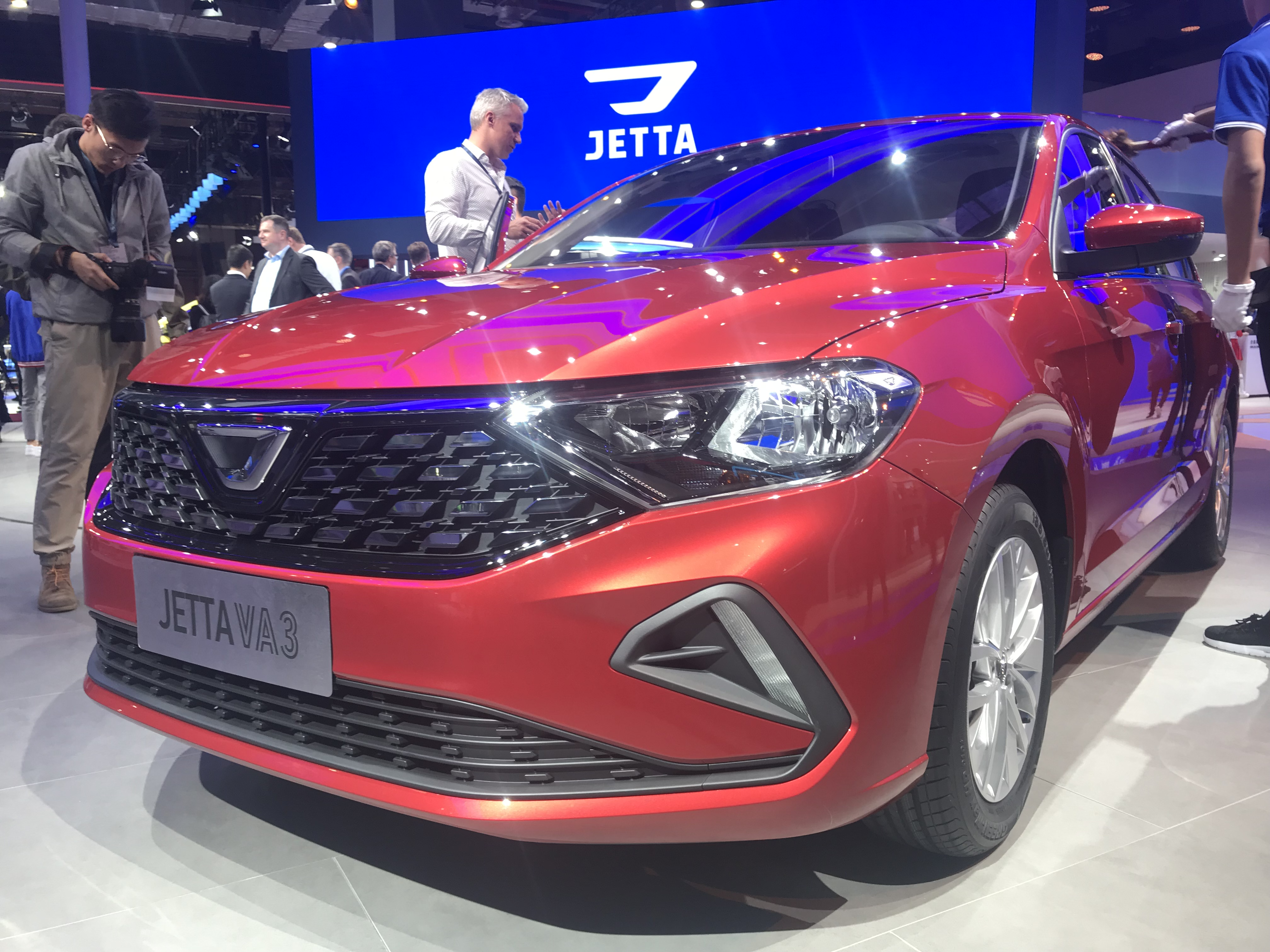
Jetta VA3
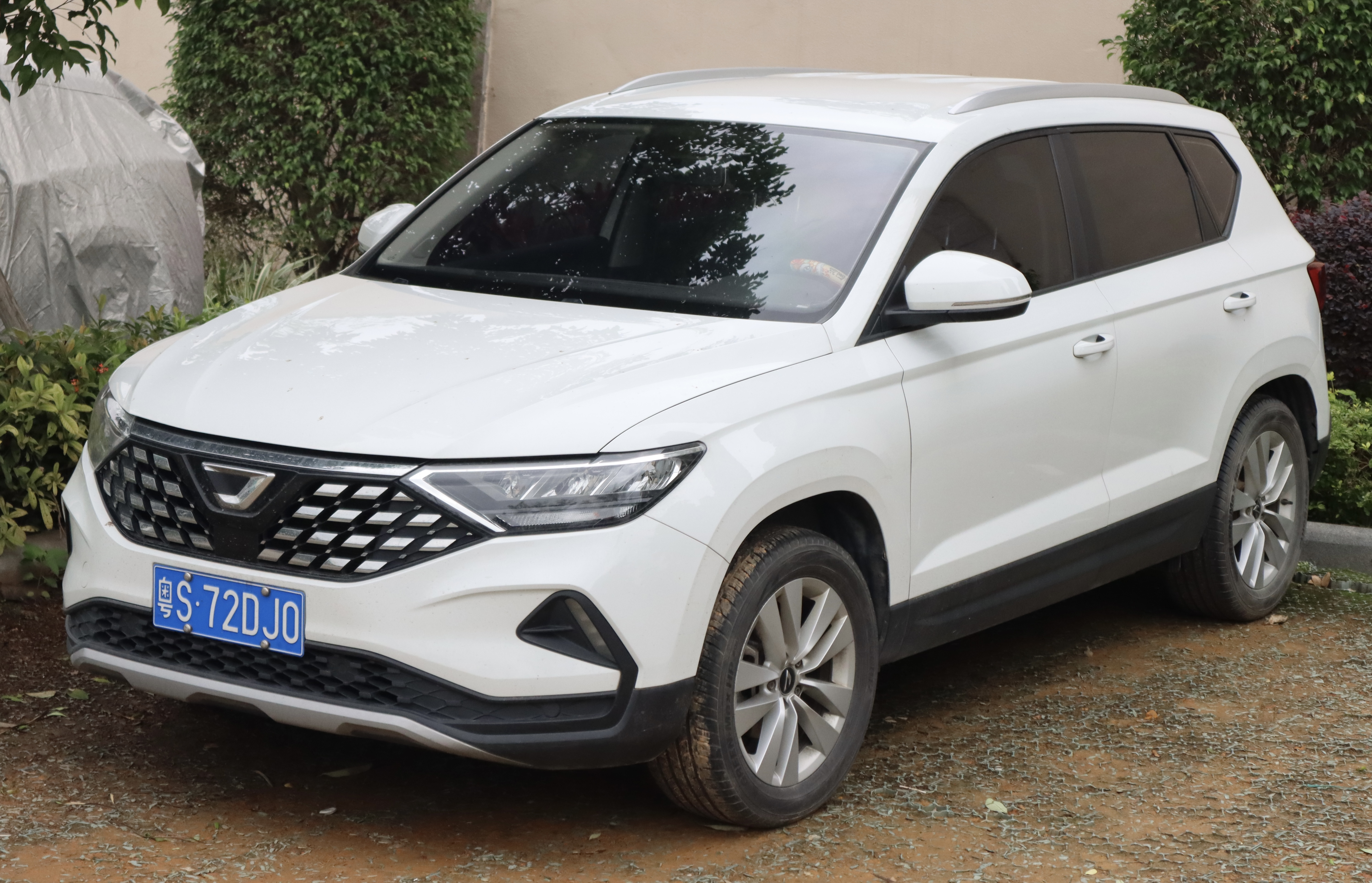
Jetta VS5
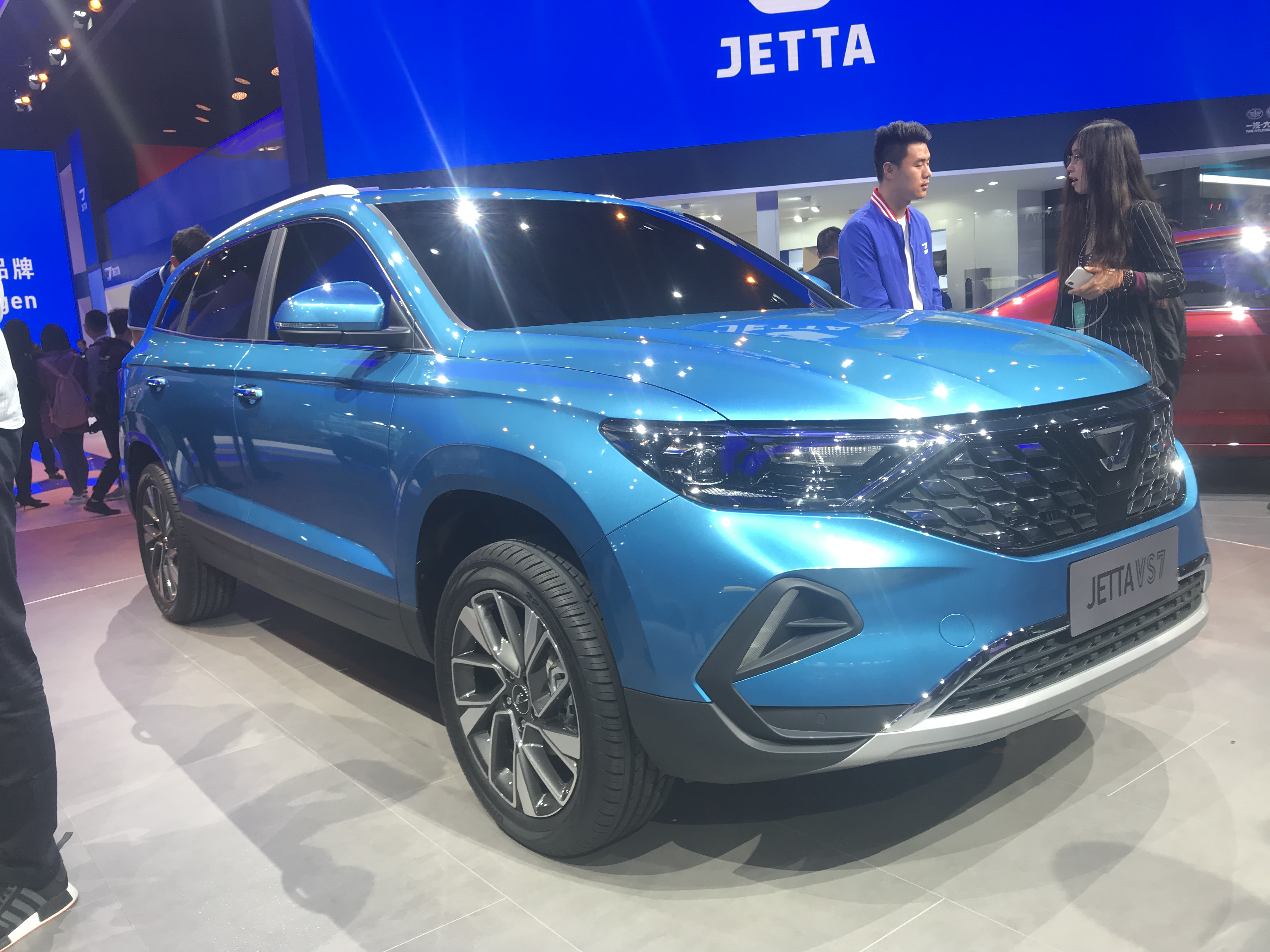
Jetta VS7